# Королёва, Виталия Николаевна
Виталия Николаевна Королева (род. 27 мая 2001, Москва) — российская прыгунья в воду, мастер спорта международного класса, двукратная чемпионка Европы 2019 года.

## Биография
Она представляет сборную России на международных турнирах по прыжкам в воду. Её тренирует Владимир Александрович Тимошинин. Родилась и живёт в Москве. Выступает за МГФСО.
На чемпионатах России в 2016 и 2017 годах становилась бронзовым призёром.
На европейском чемпионате в Киеве в 2019 году она квалифицировалась в финал как резервная спортсменка, но несмотря на это сумела выиграть соревнования и завоевала золотую медаль в прыжках с метрового трамплина. На следующий день она вновь стала чемпионкой победив в синхронных прыжках с 3-х метрового трамплина. В командных соревнованиях в составе сборной России она стала серебряной медалисткой.
В мае 2021 года, на чемпионате Европы по водным видам спорта, который состоялся в Венгрии, Виталия в миксте на 3-х метровом трамплине в паре с Ильёй Молчановым стала бронзовым призёром чемпионата. С Ульяной Клюевой в синхронных прыжках с 3-х метрового трамплина стала обладательницей бронзовой медали чемпионата. 